# Куннос, Георгий Янович
Георгий Янович Куннос (9 марта 1922, Псковская губерния — 26 июня 1993, Рига) — советский латышский учёный в области реологии бетонных смесей. Доктор технических наук, профессор, лауреат Государственной премии Латвийской ССР.

## Биография
Работал в Академии наук Латвийской ССР, Рижском политехническом институте — заведующий проблемной лабораторией механики бетона.
Отец латышского поэта Юриса Кунноса (1948—1999).
Похоронен в Риге на Лесном кладбище.

## Научная деятельность
Воспитал более 10 кандидатов наук.
Автор учебного пособия «Элементы макро-микро и объемной реологии», ряда патентов.